# (2000) Herschel
(2000) Herschel (1960 OA) ist ein Asteroid des Hauptgürtels, der am 29. Juli 1960 vom deutschen Astronom Joachim Schubart in der Sternwarte Sonneberg entdeckt wurde und nach dem Astronomen Wilhelm Herschel benannt wurde.